# Oeoniella polystachys
Oeoniella polystachys (Thouars) Schltr., 1918 è una pianta della famiglia delle Orchidacee.

## Descrizione

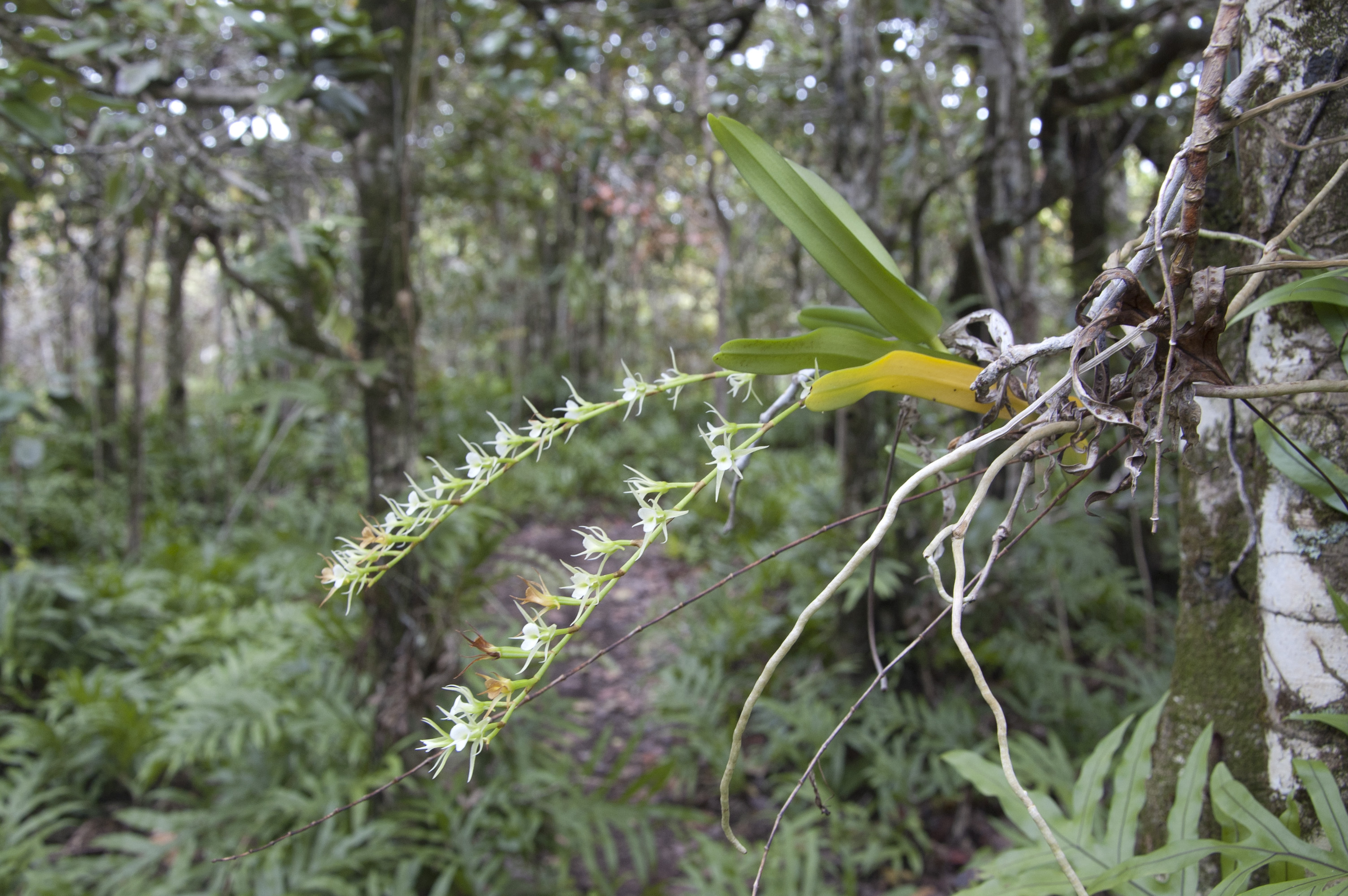

È una orchidea epifita con fusti eretti,  a crescita monopodiale, lunghi 15–30 cm; presenta foglie ligulate, carnose e infiorescenze laterali, con fiori di colore bianco verdastro, disposti su due file, con sepali e petali lanceolati e labello a forma di imbuto, con un corto sperone basale e gimnostemio dotato di due pollinii.

## Distribuzione e habitat
La specie è diffusa lungo la costa orientale del Madagascar, nelle isole Comore e nelle isole Mascarene (Mauritius e Réunion). A Mauritius le popolazioni più numerose si trovano sull'Île aux Aigrettes e all'interno de Parco nazionale Bras d'Eau.